# Lerista quadrivincula
Espèce
Synonymes
- Lerista concolor Storr, 1990

Lerista quadrivincula est une espèce de sauriens de la famille des Scincidae.

## Répartition
Cette espèce est endémique d'Australie-Occidentale en Australie.

## Publications originales
- Shea, 1991 : A replacement name for Lerista concolor Storr, 1990 (Squamata: Scincidae). Records of the Western Australian Museum, vol. 15, no 1, p. 289-290 (texte intégral).
- Storr, 1990 : A new Lerista (Lacertilia: Scincidae) from the Pilbara. Records of the Western Australian Museum, vol. 14, no 4, p. 669-670 (texte intégral).